# Aeroportul Tiruchirapalli
Aeroportul Tiruchirapalli (IATA: TRZ, ICAO: VOTR) este un aeroport din Tiruchirappalli, Tiruchirappalli district⁠(d), Tamil Nadu, India ce deservește zona Tiruchirappalli. Aeroportul a fost tranzitat în decembrie 2022 de 138.240 de pasageri.
Situat la o altitudine de 88 m, aeroportul dispune de o singură pistă. Este operat de Airports Authority of India⁠(d).